# SNAC
SNAC(Social Networks and Archival Context)란 도서관과 같은 소장한 역사적 기록을 발견, 검색, 사용하고, 인물의 소셜 네트워크를 구축하기 위한 온라인 프로젝트로, 미국을 본부로 하는 조직이 공동으로 설립했다. 버지니아 대학 도서관을 중심으로 운영되고 있다.
2010년에는 미합중국 인문과학기금(NEH)、미국 국립문서기록관리청(NARA)、캘리포니아 전자도서관(CDL)、버지니아 대학의 인문과학고도기술연구소 (IATH) 캘리포니아 대학교 버클리 정보대학원이 출판해서 설립되었다.

## 같이 보기
- 아카이벌 리소스 키

## 둘러보기
- Archival Resource Key (ARK)